# Semaeopus tergilinea
Semaeopus tergilinea är en fjärilsart som beskrevs av Louis Beethoven Prout 1917. Semaeopus tergilinea ingår i släktet Semaeopus och familjen mätare. Inga underarter finns listade i Catalogue of Life.